# Cecil Walker
Cecil Walker (Sydney, 1898 – Melbourne, 1969) fou un ciclista australià, professional des del 1921 fins al 1935. Va destacar en les curses de sis dies on va aconseguir tres victòries.

## Palmarès
- 1924
  - 1r als Sis dies de Sydney (amb Frank Corry)
- 1930
  -  Campió dels Estats Units en pista
- 1931
  -  Campió dels Estats Units en pista
- 1932
  -  Campió dels Estats Units en pista